# Loxostege beatalis
Loxostege beatalis là một loài bướm đêm trong họ Crambidae.